# Чужая жена и муж под кроватью
«Чужа́я жена́ и муж под крова́тью» — рассказ русского писателя XIX века Фёдора Михайловича Достоевского.

## История создания
Изначально Достоевский задумал и написал два отдельных рассказа — «Чужая жена» и «Ревнивый муж». 31 декабря 1847 года Санкт-Петербургский цензурный комитет разрешил печать рассказа «Чужая жена», который с подзаголовком «Уличная сцена» был опубликован в 1848 году в первом номере журнала «Отечественные записки» Андрея Краевского. 31 октября 1848 года было получено разрешение на публикацию рассказа «Ревнивый муж», напечатанного в том же году в одиннадцатом номере «Отечественных записок» с подзаголовком «Происшествие необыкновенное». Исходя из схожести рассказчика в обоих произведениях, а также их первоначальной связи с рассказом «Ёлка и свадьба», исследователи творчества Достоевского полагают, что изначально все три рассказа должны были входить в цикл «Из записок неизвестного», к которому также относился рассказ «Честный вор».
Позже, в 1859 году, при подготовке к публикации своего двухтомного собрания сочинений Достоевский решил объединить два рассказа в один — «Чужая жена и муж под кроватью». При этом первая часть нового рассказа практически полностью совпадает с рассказом «Чужая жена». Были лишь незначительно изменены отдельные реплики героев. Для второй части нового рассказа был существенно переработан рассказ «Ревнивый муж». В частности, была сокращена сцена спора под кроватью, и устранены частые повторы отдельных слов и выражений. А после того как в нём было убрано авторское вступление, пропала связь с рассказом «Ёлка и свадьба». Впервые переработанный рассказ был напечатан в первом томе сборника «Сочинения Ф. М. Достоевского», изданного в 1860 году Нилом Основским.

## Герои
Главным героем произведения является ревнивый муж. В конце рассказа он сам ощущает себя в водевиле, когда выбравшись из-под кровати, произносит: «вы, ваше превосходительство, будете смеяться! Вы видите на сцене ревнивого мужа».

## Сюжет
I часть
Около одного из домов Петербурга господин в бекеше ожидал некую даму. В восьмом часу вечера, среди улицы к нему обратился незнакомый господин в енотовой шубе. После некоторого замешательства, господин в енотовой шубе извинился, что побеспокоил и удалился. Через некоторое время господину в бекеше опять послышался голос господина в енотовой шубе. Тот спросил господина в бекеше, не видел ли он одной госпожи в лисьем салопе и в тёмном бархатном капоре с чёрной вуалью. Господин в бекеше ответил, что не видел. Через некоторое время к молодому человеку в бекеше опять подошёл господин в енотах и сказал, что ищет даму. Муж этой дамы стоит на Вознесенском мосту. Он попросил господина в енотах поймать эту даму с любовником, он сильно волнуется  только потому, что боится пропустить эту даму. Господин в бекеше от этого предложения отказался. Господин в енотовой шубе попросил сказать господина в бекеше, что он не любовник, и господин в бекеше ответил, что любовник, но не жены господина в енотах, на что господин в енотовой шубе сказал «Жены? кто вам сказал жены, молодой человек? Я холостой,я, то есть, сам любовник…». Вскоре господа выяснили, что у обоих есть знакомые, живущие на третьем этаже. 
Тут раздался шум и хохот, две привлекательные девушки вышли с крыльца, два господина бросились к ним, но поняли, что это не те, которые им нужны. Потом оба господина поднялись на третий этаж, где жил некто Бобыницын. В квартире Бобыницына послышались шум и голоса. Дверь отворилась, и так, что господин в енотах стремглав покатился с лестницы. Мимо молодого человека в бекеше прошли мужчина и женщина, сердце его замерло… Послышался знакомый женский голос, и потом сиплый мужской, совсем незнакомый. 
Молодой человек в бекеше по фамилии Творогов, вдруг схватил за руку эту даму и спросил: «Глафира! где твои клятвы?». Глафира сказала Творогову, что человек с сиплым голосом — её муж, после того как подадут лошадей, он вернётся за ней. Дама бросилась на крыльцо. Творогов догнал её. Муж Глафиры Иван Андреевич вместе с господином в енотах стояли у крыльца. Раздался сиплый голос. Перед группой предстал господин огромного роста, он вынул лорнет и внимательно посмотрел на господина в енотовой шубе. Глафира шепнула Творогову: «Сегодня в маскараде…». Бобыницын проворчал что-то сквозь зубы, сел в свои сани и уехал. Подъехала карета, дама села. Господин в енотовой шубе остановился, казалось,что он был не в силах двигаться и бессмысленно смотрел на господина в бекеше. Творогов улыбался, что было совсем не остроумно. Затем господин в енотах сел в карету,карета тронулась, а молодой человек в бекеше, застыв в изумлении, все еще стоял на месте. 
II часть
На другой же вечер шло представление в Итальянской опере. Иван Андреевич ворвался в зал и увидел Глафиру. Во время спектакля на голову Ивана Андреевича вдруг слетела любовная записка. Он подумал, что записка была от Глафиры, а она предназначалась не ему, а любовнику Глафиры. Иван Андреевич бросился в фойе и прочёл: «Сегодня, сейчас после спектакля, в Г—вой, на углу ***ского переулка, в доме К***, в третьем этаже, направо от лестницы. Вход с подъезда. Будь там, ради бога». 
Иван Андреевич пришёл туда со всею торжественностью оскорблённого мужа. Стремглав, он влетел  в покои и вдруг очутился в спальне перед молодой, прекрасной дамой по имени Лиза. Иван Андреевич услышал шаги мужа этой дамы - Александра Демьяновича. Тут Иван Андреевич понял, что не туда попал, и записка была не от Глафиры, и предназначалась вовсе не ему. Он полез под кровать, а под кроватью уже лежал любовник Лизы. 
Собачка хозяйки, которая всё время спала на подушке в углу, вдруг проснулась и с лаем бросилась под кровать. Собачка лезла прямо на Ивана Андреевича. Ивану Андреевичу удалось поймать собачку, и в припадке самосохранения он сдавил ей горло. Собачонка взвизгнула и испустила дух. Иван Андреевич лежал, ни жив, ни мёртв, возле бездыханного трупа Амишки. 
А молодой человек ловил каждое движение Александра Демьяновича. Вдруг старик зашёл с другой стороны, к стене, и нагнулся. В один миг молодой человек вылез из-под кровати и пустился бежать. Иван Андреевич остался под кроватью один. Но вскоре он вылез и объяснил, что он здесь делает и как попал сюда. После этого Александр Демьянович и Лиза успокоились, Иван Андреевич пообещал, что он купит им новую болонку и ушёл из квартиры. Каково же было его изумление, когда дома он узнал, что Глафира Петровна уже давно приехала из театра, у неё разболелись зубы, она посылала за доктором, за пиявками, и теперь лежит в постели и дожидается Ивана Андреевича. Иван Андреевич сначала ударил себя по лбу, потом приказал подать себе умыться, и решился идти в спальню жены. 
Глафира закричала: «Что это? Мёртвая собачонка! Боже! Откуда… Что это вы?.. Где вы были? Говорите сейчас, где вы были?». Иван Андреевич отвечал, помертвев более Амишки: «Душечка! Душечка…». 
На этом рассказ кончается, а в завершении Достоевский пишет, что ревность — страсть непростительная, мало того: даже — несчастье!

## Отзывы и рецензии
При жизни Достоевского критика не обратила внимания ни на публикацию первоначальных отдельных рассказов, ни на объединённый рассказ «Чужая жена и муж под кроватью». В первом номере «Отечественных записок» за 1849 год в обзоре литературы за прошлый год было только отмечено, что рассказ понравился публике. Философ и литературный критик Николай Чернышевский в это же время писал: «Вчера прочитал „Ревнивый муж“ <…> и это меня несколько ободрило насчёт Достоевского и других ему подобных: всё большой прогресс перед тем, что было раньше, и когда эти люди не берут вещей выше своих сил, они хороши и милы».
Уже после смерти писателя, литературовед Николай Михайловский в обзоре и анализе творчества Достоевского, опубликованном в 1882 году в девятом и десятом номерах «Отечественных записок», обратил внимание на рассказ «Чужая жена и муж под кроватью». Центральным тезисом его обзора стал «жестокий талант» Достоевского, поэтому по мнению критика, даже водевильное произведение перерастает у писателя в трагикомедию. Михайловский считал, что данный рассказ можно было бы назвать водевилем, если бы не «растянутость мучений героя и не эта заключительная перспектива дальнейших терзаний Ивана Андреича».

## Художественные особенности
С юных лет Фёдор Михайлович увлекался театром и читал журнал «Репертуар и Пантеон», в котором печатались русские и иностранные водевили. Впоследствии Достоевский и в свой рассказ перенёс некоторые приёмы водевильного жанра. Типичным для водевилей является образ ревнивого и обманутого мужа, деятельная ревность которого является сюжетообразующим элементом произведения; нелепое обращение за помощью к любовнику жены; комичное положение под кроватью в квартире чужой жены. Соответствующим образом оказались построены динамичные и живые диалоги персонажей, изобилующие остроумными каламбурами и неожиданной игрой слов. Само название объединённого рассказа «Чужая жена и муж под кроватью» отсылает читателя к похожим названиям популярных водевилей 1830—1840-х годов, таким как «Муж в камине, а жена в гостях» Фёдора Кони или «Муж с места, другой на место» Дмитрия Ленского.
Прослеживается в тексте рассказа и связь с традициями сатирических фельетонов и очерков 1840-х годов. Фамилии персонажей имеют определённое семантическое значение.

## Связь с другими произведениями
К водевильному стилю Достоевский впоследствии обращался, например, при написании повести «Дядюшкин сон».
Тема обманутого мужа снова появляется в творчестве писателя в 1870 году. В повести «Вечный муж» Достоевский подошёл к проблеме с психологической стороны.

## Постановки
Рассказ был адаптирован для постановки на сцене. В 1900 году В. Стромилов представил сценическую версию произведения под названием «Ревнивый муж». В 1912 году драматург Сергей Антимонов поставил пьесу с названием «Чужая жена и муж под кроватью». В 1922 году с аналогичным названием была сделана инсценировка драматургом Николаем Крашенниковым.
В 2013 году Кишинёвский театр им. А.П. Чехова ставит спектакль «Чужая жена и муж под кроватью» Сценарий и режиссура – Б.М. Аксёнова, сценография – Ю. Матея, костюмы – С. Кожокару, музыкальное оформление – А. Аксёнова, танцы – М. Сташок. Шабрин – К. Харет, Творогов – Г. Бояркин, Елизавета – М. Сташок, Шабрина – А. Харет-Туз, Бобоницин – Д. Коев, Генерал – Д. Перев. 
В 1962 году по рассказу был снят одноимённый польский телевизионный фильм режиссёра Анджея Вайды. В 1964 году югославский режиссёр Сава Мрмак снял по мотивам рассказа телефильм «Что-то, о чём нельзя говорить» В 1967 году польский режиссёр Станислав Ружевич снял телевизионный короткометражный фильм Муж под кроватью по мотивам рассказа Достоевского. 
В 1968 году немецкий режиссёр (ФРГ) Освальд Дёпке снял фильм «Странная женщина и мужчина под кроватью». В 1969 году был снят фильм «Наставила рога под кроватью» мексиканского режиссёра Исмаэля Родригеса. 
Также рассказ был экранизирован в 1984 году режиссёром Виталием Мельниковым.